# Forêt de hêtres de Montejo
La forêt de hêtres de Montejo est un bois de hêtres de 250 hectares situé sur les flans de la sierra d'Ayllón, dans la commune de Montejo de la Sierra (Communauté de Madrid, Espagne), au nord de la province madrilène et à la limite avec la province de Guadalajara et la rivière Jarama. Il s'agit de l'une des hêtraies les plus méridionales d'Europe.
Avec deux autres forêts de hêtres, celle de Tejera Negra dans la province de Guadalajara et celle de La Pedrosa dans la province de Ségovie, la hêtraie de Montejo constitue un exemple du verger humide et boisé que fut le système Central à d'autres époques.
En 2017, la hêtraie de Montejo, avec d'autres en Espagne et en Europe, a été déclarée Patrimoine de l'Humanité par l'Unesco, en tant qu'extension des Forêts primaires de hêtres des Carpathes et d'autres régions d'Europe.

## Singularité

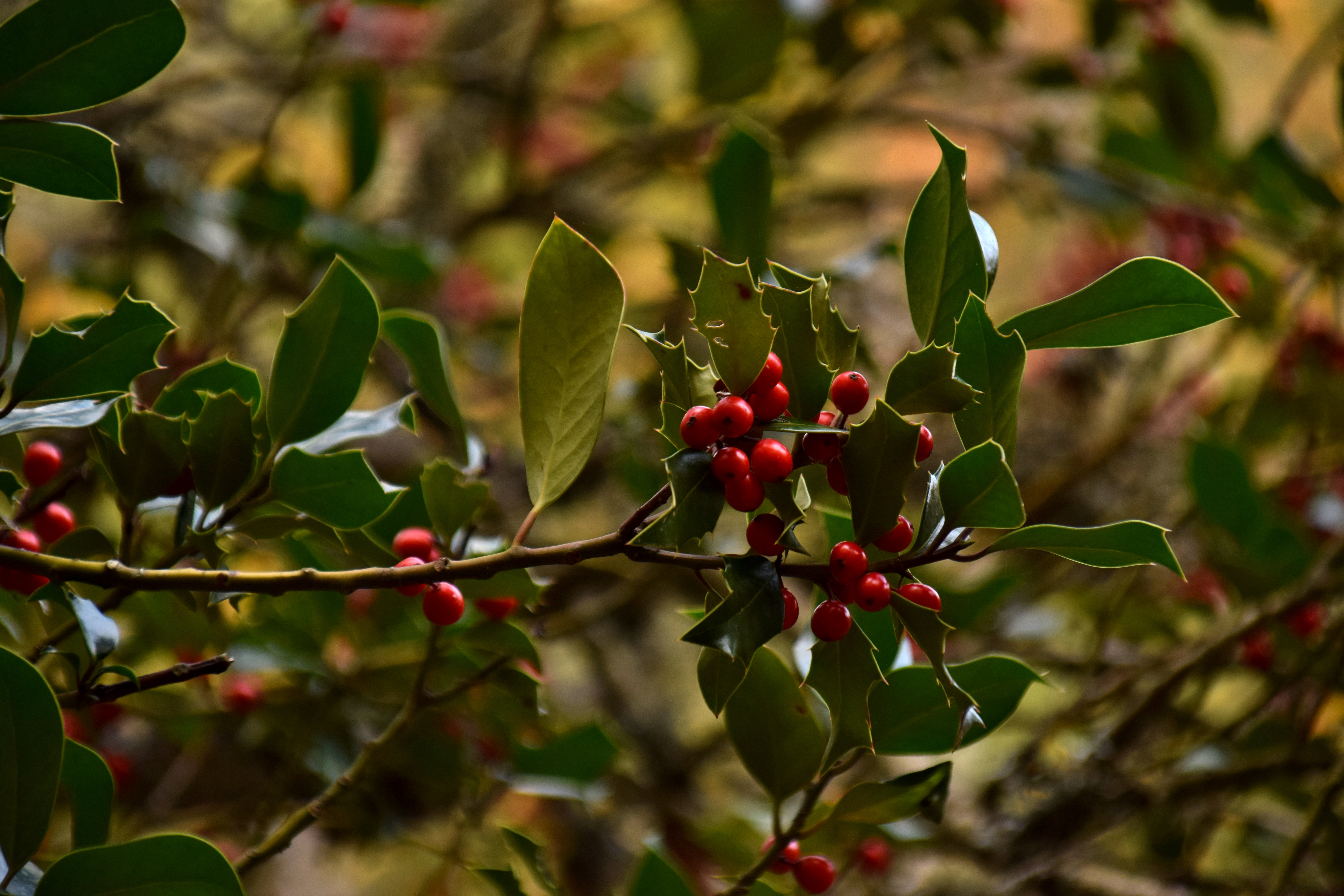
Du houx dans la forêt de hêtres

La forêt a été déclarée Site Naturel d'Intérêt National en 1974. Le microclimat existant dans la zone en raison du captage d'humidité provenant des masses d'air qui arrivent sur la sierra, et le fait que le versant de la colline soit un ubac ont permis la conservation de cette forêt de hêtres, plus caractéristique d'Europe Centrale, qui existe à Montejo depuis des époques postglaciaires.
La forêt représente les restes de la végétation à feuilles caduques d'Europe Centrale en Espagne. C'est l'une des hêtraies les plus étudiées de la péninsule ibérique, et la grande affluence a conduit à restreindre les visites.
L'accès à la forêt n'est pas libre. Aujourd'hui la seule façon de la visiter est à travers les visites guidées gratuites que propose le centre de ressources de la sierra del Rincon.
En 2017, avec d'autres hêtraies d'Espagne et d'Europe, celle-ci a été déclarée Patrimoine de l'Humanité par l'Unesco, en tant qu'extension des Forêts primaires de hêtres des Carpathes et d'autres régions d'Europe.
Cette hêtraie est souvent considérée comme la plus méridionale de toute l'Europe, mais il s'agit d'une fausse croyance, puisque ce n'est même pas la plus méridionale d'Espagne. La plus méridionale du pays est la Forêt de hêtres del Retablo (Fageda del Retaule), qui se trouve au sud de la province de Tarragone, à la latitude 40º 41' nord.
Dans la case de réception des visites de la forêt de Montejo, un plan indique la position de celle-ci (latitude 41° 6' N) et d'autres forêts de hêtres, et même les guides du lieu expliquent aux visiteurs cette erreur commune.
La hêtraie la plus méridionale d'Europe (et du monde) se trouve en Sicile, sur le versant sud de l'Etna, à 37º 41' 45" nord.

## Flore et faune

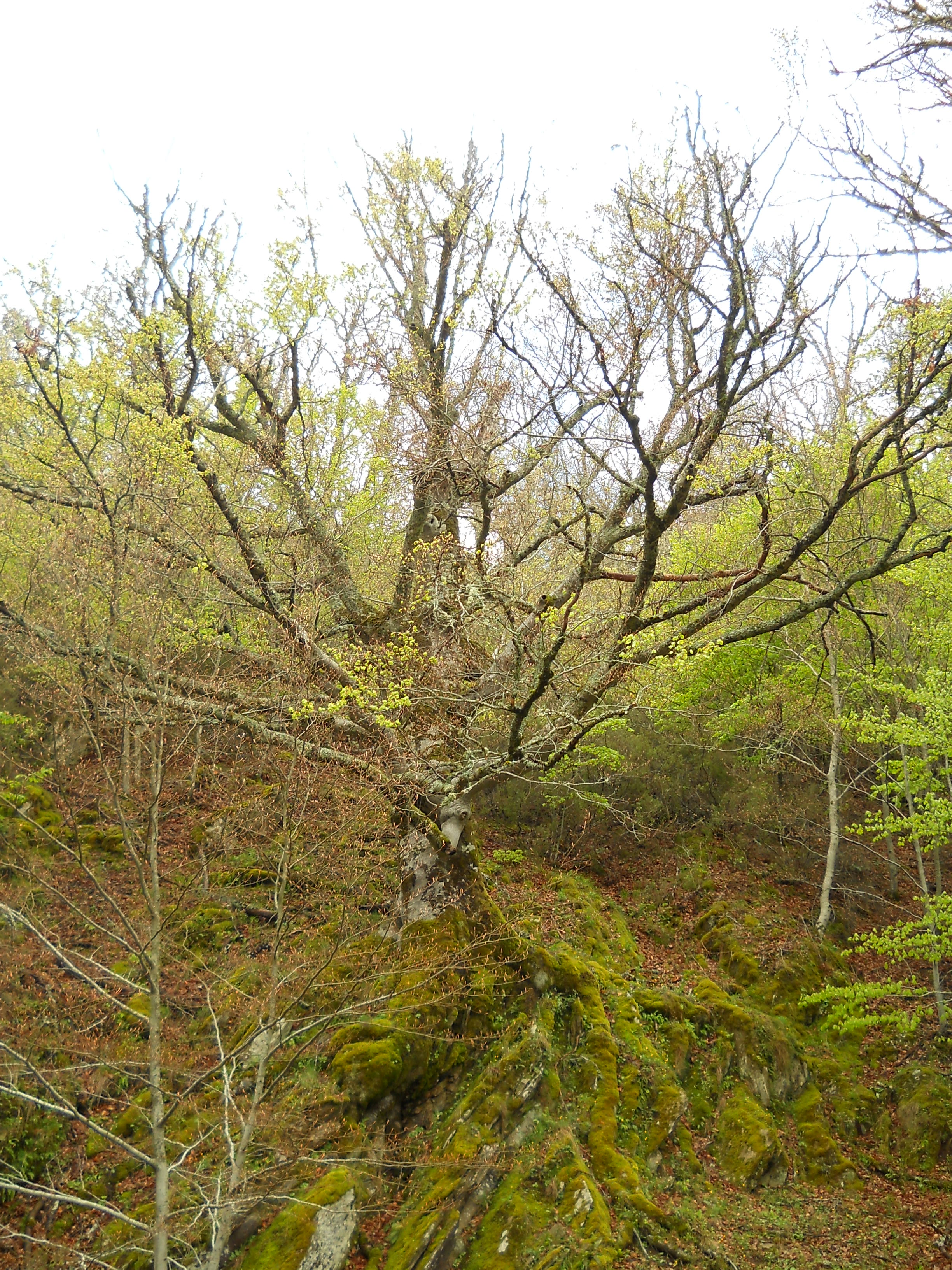
Hêtre de la Roca, appelé ainsi pour son emplacement dans une zone rocheuse.

La hêtraie de Montejo se trouve également inscrite comme Lieu d'Importance Communautaire (LIC) du Haut Lozoya et de la Réserve de la Biosphère de la Sierra del Rincon. Parmi ses hêtres énormes de plus de 20 mètres de haut, se trouvent aussi des chênes, cerisiers sauvages, noisettiers, bouleaux, chênes tauzin, houx, bruyères et sorbiers, bien qu'en proportions très inférieures. Certains hêtres ont même des noms propres (la Primera, la del Trono, la del Ancla...); celui de la Roca est le plus admiré car il a plus de 250 ans.
La faune de la forêt n'est pas la plus caractéristique d'une hêtraie, en raison de sa petite taille; le bois héberge des espèces comme le chevreuil, le sanglier, le blaireau, le castor, le porc-épic, l'écureuil, la loutre, la fouine, le chat sauvage, la perdrix, l'épervier, l'aigle botté, la chouette hulotte, le pic épeiche, le pic épeichette, le cingle plongeur et des oiseaux passeriformes (mésange charbonnière, mésange bleue, geai des chênes, sittelle torchepot, grimpereau des jardins, parmi d'autres).